# 나스탸 스텐
나스탸 스텐(영어: Nastya Sten, 러시아어: Настя Стен, 1995년 3월 22일 ~ )은 러시아의 모델이다.